# Die Festung (Buchheim)
Die Festung ist der Titel eines Romans von Lothar-Günther Buchheim, der 1995 beim Verlag Hoffmann und Campe veröffentlicht wurde. Es handelt sich um eine Fortsetzung zu seinem Buch Das Boot, das 1973 erschienen ist.
Der Roman schildert die Erlebnisse des Autors als Marinekriegsberichterstatter während des Zweiten Weltkrieges in der Zeit kurz vor bzw. nach der Invasion der Alliierten in Frankreich im Sommer 1944.

## Inhalt

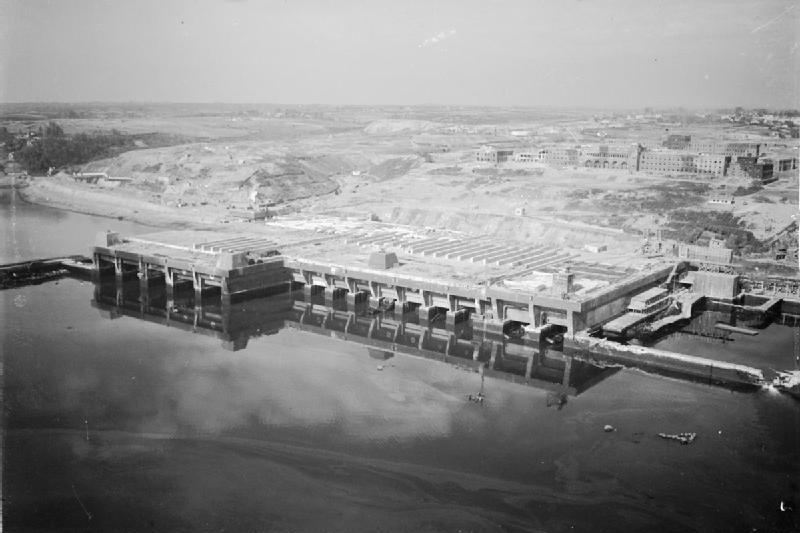
U-Boot-Bunker in Brest

Der Leser begleitet Buchheim auf seiner Odyssee durch ein vom Krieg zerstörtes Europa. Die Geschichte beginnt mit dem Einlaufen von U 96 in Saint-Nazaire nach der zweiten Feindfahrt des Kriegsberichters Buchheims auf dem Boot. Hier erfährt er, dass ein Marschbefehl nach Berlin auf ihn wartet, wo er sich bei Propagandaminister Joseph Goebbels melden soll. Außer ihm selbst muss auch Heinrich Lehmann-Willenbrock, genannt „der Alte“, bis dahin Kommandant von U 96, das Boot verlassen, da er zum Kommandeur der 9. U-Boot-Flottille in Brest ernannt worden ist. In Berlin erfährt Buchheim, dass sein Verleger Peter Suhrkamp nach einer Denunziation von der Gestapo verhaftet wurde. Buchheims Erlebnisbericht über den U-Boot-Krieg, Jäger im Weltmeer, erfährt trotzdem offizielles Wohlwollen und soll trotz des akuten Papiermangels erscheinen. Der Auftrag, Großadmiral Karl Dönitz und seine U-Boot-Asse in einem Gemälde zu verewigen, beschert ihm als Kriegsmaler einen kurzen, fast idyllischen Aufenthalt in seiner Wahlheimat Feldafing, doch noch vor dessen Ausführung wird er via Berlin erneut nach Frankreich geschickt.
Den Beginn der Invasion erlebt er in Paris; von dort aus wird er an die Invasionsfront beordert. Buchheim erlebt schockiert die hoffnungslose Unterlegenheit der deutschen Truppen; er weiß, dass die endgültige Niederlage nur noch eine Frage der Zeit ist. Statt sich, wie befohlen, zu einem Himmelfahrtskommando auf einem Schnellboot einzuschiffen, setzt er sich unter dem Vorwand einer noch in Berlin ausgestellten Kommandierung nach Brest ab.
Dort ist er wieder dem „Alten“ unterstellt, den er schon auf Feindfahrten im Atlantik begleitet hat. Vom Alten erfährt er, dass seine ehemalige Geliebte Simone Sagot vom SD verschleppt wurde. Buchheim erlebt, wie U-Boote erfolglos nur wenige Tage nach dem Auslaufen aus dem Stützpunkt von Flugzeugangriffen beschädigt wieder einlaufen müssen, wie immer mehr Boote als vermisst gemeldet werden und nach dem 20. Juli 1944 immer schärfere Maßnahmen gegen jeden ergriffen werden, der am „Endsieg“ Zweifel äußert.
Während amerikanische Verbände Brest bereits abgeschnitten haben, läuft noch einmal ein U-Boot in den Hafen ein, auch dieses ist einem hoffnungslosen Unternehmen knapp entkommen. Die Führung beordert das Boot ins noch nicht abgeschnittene La Pallice an der südfranzösischen Atlantikküste, wohin es eine Anzahl von Marineverwaltungsbeamten bringen soll; Buchheim wird vom Alten mitgeschickt.
In einer dramatischen Fahrt mit dem bis zum Bersten bemannten und sich mit Hilfe eines Schnorchels fast nur noch unter Wasser fortbewegenden Bootes U 730 entkommt Buchheim der Brester Falle. Von La Pallice aus schlägt er sich mit einem Pkw mit schleichendem Holzvergaserantrieb, von Buchheim liebevoll die „Arche“ genannt, quer durch Frankreich über Paris, wo er Simone ausfindig machen will, zur deutschen Grenze durch. Begleitet wird er von einem allzu redseligen alternden Oberbootsmann und einem wortkargen Fahrer. Nur knapp entgeht die kleine Truppe den nun rasch vorrückenden Alliierten. In Paris angekommen, verpasst er die Deportation Simones ins KZ Ravensbrück um wenige Tage, meint sie aber wenige Zeit später bei einem Massaker an einem Bahnübergang zu erkennen. Dennoch verliert sich ihre Spur. Auf dem Weg durch das besetzte Frankreich sieht er deutlich die Auflösung und Flucht der deutschen Truppen und wird bei einem Luftangriff verwundet.
Im Elsass angekommen stellt Buchheim in Saverne den dorthin geflüchteten Stab des Marinegruppenkommandos West. Die Geschichte endet, als er seine MP gegen den anwesenden Führungsstab richtet und zusammenbricht.

## Gestaltung
Simone Sagot verkörpert Buchheims spätere Frau Gwen Militon.